# Битва греков с амазонками
«Битва греков с амазонками» или «Битва амазонок» — картина Питера Пауля Рубенса, написанная в 1618 году, является одним из самых драматических полотен эпохи барокко и всей европейской живописи в целом.

## История создания
Картина была заказана знатным антверпенским купцом и меценатом Корнелисом ван дер Геестом, который первым признал талант художника. Мастер начал создание этого полотна, вероятно, в 1615 году, а закончено оно было только к 1619 году. С его помощью Рубенсу также удалось получить заказ на картину «Воздвижения Креста» в 1610 году для Собора Антверпенской Богоматери.
Сегодня картина хранится в пинакотеке (Старая Пинакотека) города Мюнхена.

## Легенда
В основу сюжета картины положена древняя эпическая легенда, которая гласит:
Пенфесилия, царица амазонок, решив умилостивить богиню Артемиду, выступила со своими воительницами-амазонками во главе троянского войска против греков.
Одного за другим сражала славных героев Греции могучая дочь бога войны Ареса. Дрогнули греки и начали отступать. Но тут на помощь грекам явились Ахилес и Аякс Теламонид, первоначально не участвовавшие в битве. Храбро бросилась на Ахилеса Пенфесилия, но могучий Ахилес пронзил её копьем вместе с конём. Лишившись своей героической предводительницы, амазонки были разбиты.

## Особенности
На полотне изображен сюжет мифологической битвы аргонавтов с воинственными женщинами — амазонками. Картина представляет собой переплетение человеческих и животных тел с изобилием форм движения и расположения деталей в композиции, и в конечном итоге все «формы распада» на картине приходят в единое целое — эллипс. Каждая деталь отражает великолепие каждого тела, каждого до мелочи проработанного предмета, изображенного неповторимой техникой света и тени. В картине ярко выражена тема переноса мифологического сюжета и тогдашней политической ситуации — объявления Тридцатилетней войны (1618—1648) в Европе.

## Композиция
«Битва греков с амазонками» передаёт дух напряжённой, яростной схватки. Это одно из самых лирических и, несмотря на воинственный сюжет, одно из наиболее гармонических творений Рубенса.
По небу проносятся свинцово-сизые и огненные тучи. Скачущая конница напоминает ворох осенней листвы, подхваченной ветром: пурпурные накидки, лоснящиеся от пота бока гнедых лошадей, блики на стали доспехов… Бурному движению противопоставлены неторопливое, спокойное течение реки и устойчивые арки моста. Это усиливает драматизм сцены: мост надёжен, но слишком мал, чтобы вместить скопище людей и коней. Побеждённые барахтаются в воде, окрашенной отблесками далёкого пожара. Картина написана стремительными, энергичными мазками.
Особенно впечатляет в картине изображение лошадей, которыми Рубенс всегда восхищался. Он создал тип идеального коня — с узкой головой, широким крупом, резвыми ногами, длинной развевающейся гривой, с хвостом, похожим на султан, с трепещущими ноздрями и огненным взглядом.
Изображение коня он часто использовал в композициях своих портретов, охот, битв и религиозных сцен.

### Роже де Пиль. «Битва с амазонками»
Отрывок из работы Роже де Пиля «Беседы о понимании живописи
и о том, как должно судить о картинах.» (Париж, 1677)
Беседа вторая (Описания картин из собрания герцога де Ришельё)
Это сюжет, видимо, упомянутой Геродотом битвы, в которой амазонки были разбиты афинянами, на что, в частности, указывают слова Афины на штандартах. Все предметы размещены на картине самым прекрасным и искусным способом, какой только можно себе представить. В качестве места боя художник избрал берега реки Термодона; воспользовавшись случаем изобразить самые ужасные эпизоды боя, он показал одновременно и мужество и поражение амазонок, так что при виде картины обе эти её черты поражают воображение. Картина содержит более ста фигур, из всех прочих на полотне выделяются три основные группы. В середине, на мосту, — разгар битвы. Здесь прежде всего внимание привлекает амазонка, падающая с коня и готовая скорее умереть, нежели оставить знамя; двое воинов вырывают его из её рук и одновременно угрожают ей, один — ударом меча, другой — сабли. Рядом с этой группой двое всадников берут в плен Талестриду, царицу мужественных женщин. Два коня грызутся, встав на дыбы, и топчут копытами тело афинянина, отрубленную голову которого уносит амазонка.
По одну сторону моста — разгром и бегство амазонок, по другую — нападающие афиняне во главе с Тезеем. В его облике и в его приверженцах ясно видны признаки победы, а среди воинственных женщин — признаки разгрома. Так, одна из них, раненая, упала с коня и запуталась ногой в попоне; скачущий вслед за беглянками конь волочит её по земле среди многочисленных трупов. Наконец, две группы по бокам картины более выдвинуты вперед. Одна состоит из трех амазонок, вытесненных с моста и падающих вместе с конями в воду; ужасный и странный беспорядок этих фигур совершенно удивителен и безусловно достоин фантазии Рубенса. Другая боковая группа, с противоположной стороны картины, состоит из трупов амазонок, которых грабит афинянин, а также из нескольких всадниц; чтобы спастись, они бросаются во весь опор в реку, по пути убивая и опрокидывая в воду двух афинян. В середине переднего плана две амазонки спасаются вплавь, а труп третьей ещё держится на воде, но уже готов вскоре пойти ко дну. Под аркой моста победители увозят в ладье нескольких пленниц; одна из них поражает себя в грудь собственным мечом, другая цепляется за мост, пытаясь спастись. Несколько дальше на берегу отряд всадников скачет во весь опор к горящему городу. Дым пожара застилает фон всей картины. Таким образом, это произведение в целом и все его части в отдельности внушают ужас; это совершенное изображение кровавой, упорной битвы, полной победы афинян и мужественного сопротивления амазонок. Я не стану говорить об отдельных фигурах, их выражении и позах. Все здесь отличается верным рисунком, причем кони изображены с особенно большим искусством и тонкостью. Колорит заслуживает похвалы, однако он не столь же хорош, как в других картинах: все только набросано, это всего лишь эскиз и замысел более крупного произведения.